# Walter Lionel George
Walter Lionel George (ur. 20 marca 1882 w Paryżu, zm. 30 stycznia 1926 w Londynie) – angielski pisarz literatury popularnej, która zawierała wątki feministyczne, pacyfistyczne i prorobotnicze.